# Alpine A522
L'Alpine A522 è una vettura da Formula 1 realizzata dalla Alpine F1 Team per gareggiare nel campionato mondiale di Formula 1 2022.

## Livrea

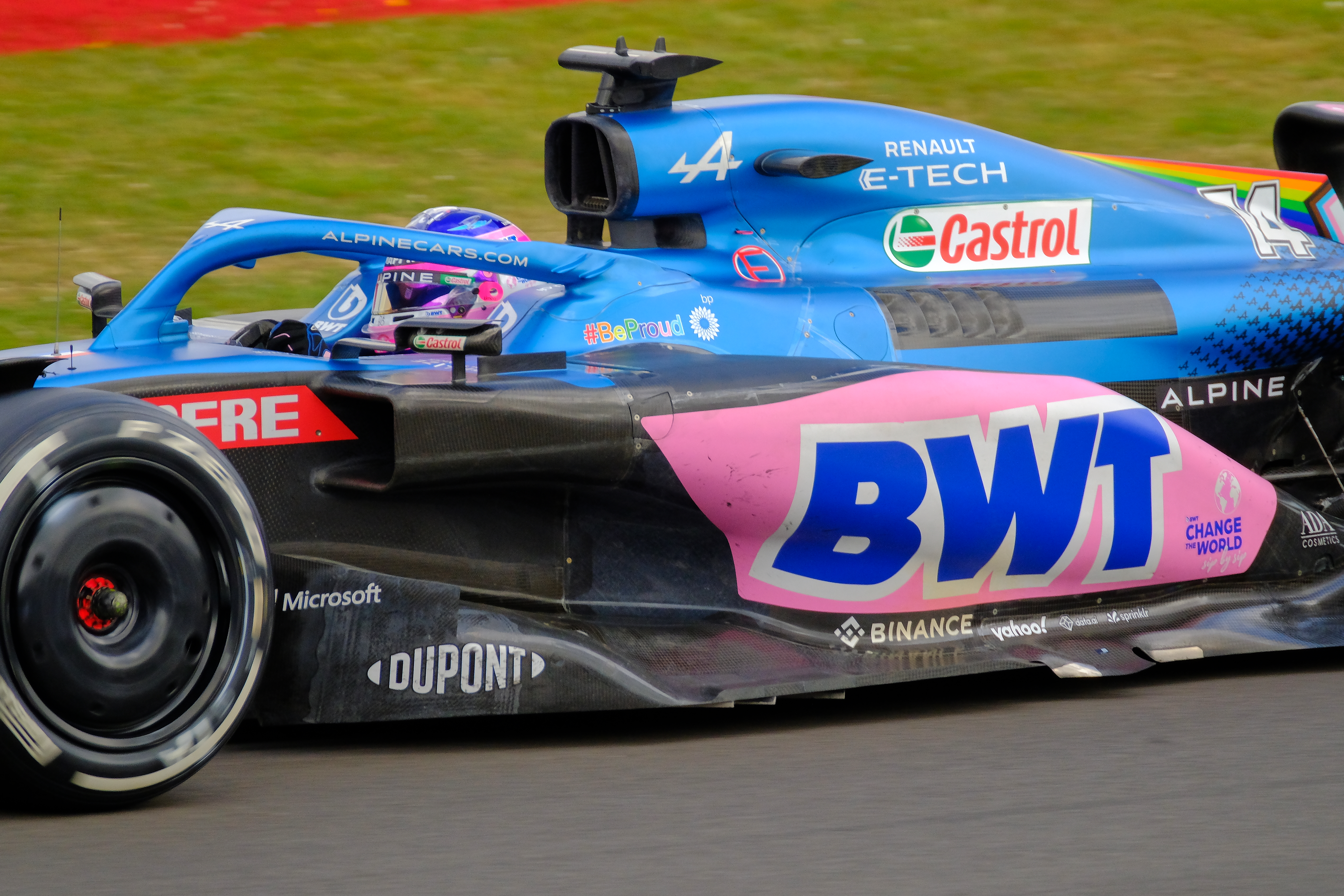
Dettaglio delle pance laterali dell'A522 di Alonso a Silverstone

La livrea della A522 riprende solo in parte quella della sua antenata poiché per l'arrivo dello sponsor BWT è stato introdotto il tradizionale rosa dell'azienda austriaca. La base rimane sostanzialmente la stessa, con l'azzurro che ricopre la parte superiore della vettura per tutta la sua lunghezza e il fondo nero, così come i lati della cellula di sopravvivenza e del muso e parti delle ali. Il colore rosa è stato implementato in vaste aree sulle pance, sui flap dell'ala anteriore, e sulla parte superiore dei flap dell'ala posteriore. In tutte queste zone rosee è presente il logo del title sponsor. Il dettaglio che decorava la parte posteriore del cofano motore della A521, formato dalle bande oblique blu-bianco-rosso a richiamare la bandiera della Francia e dalla «A» del logo Alpine, è stato rimosso ma i suoi elementi sono ancora presenti: infatti il riferimento al vessillo francese è stato spostato sulla pinna mentre la «A» è utilizzata sulla A522 come elemento della dissolvenza tra l'azzurro e il nero dell'estremità posteriore.
Per le prime due gare stagionali, ossia per i Gran Premi del Bahrein e d'Arabia Saudita, per celebrare l'inizio dell'accordo di sponsorizzazione tra Alpine e BWT, la A522 ha utilizzato una livrea speciale caratterizzata da un più vasto utilizzo del colore rosa, il quale va a sostituire completamente l'azzurro della livrea ordinaria.
Per i Gran Premi del mese di giugno la pinna di ciascuna delle A522 è adornata con la bandiera del Progresso come supporto al mese del Pride da parte della scuderia francese.

## Presentazione
La vettura è stata presentata il 21 febbraio 2022.

## Carriera agonistica

### Stagione
Il team francese conferma la line-up piloti per il secondo anno consecutivo formata da Esteban Ocon e Fernando Alonso.
La scuderia non conferma piazzamenti a podio dopo due annate consecutive, con il miglior piazzamento di Ocon quale un quarto posto in Giappone, mentre per Alonso i migliori piazzamenti sono tre quinti posti in Gran Bretagna, Belgio e Brasile. Il team di Enstone però, grazie alla costanza dei piloti nei piazzamenti a punti, riesce a piazzarsi al quarto posto nei costruttori, superando i diretti concorrenti della Mclaren e raggiungendo il miglior piazzamento in classifica dal 2018; Ocon si piazza ottavo in classifica piloti, seguito subito dietro da Alonso, classificatosi nono.

## Piloti
| Piloti ufficiali     | Piloti ufficiali | Piloti ufficiali |
| Nazione              | Nome             | Numero           |
| -------------------- | ---------------- | ---------------- |
| Spagna (bandiera)    | Fernando Alonso  | 14               |
| Francia (bandiera)   | Esteban Ocon     | 31               |
| Pilota di riserva    |                  |                  |
| Nazione              | Nome             | Nome             |
| Australia (bandiera) | Oscar Piastri    | Oscar Piastri    |
| Australia (bandiera) | Jack Doohan      | 82               |

## Risultati in Formula 1
| Anno | Team      | Motore  | Gomme | Piloti |   |     |    |     |    |   |    |    |   |     |    |   |   |   |   |     |     |   |    |     |   |     | Punti | Pos. |
| ---- | --------- | ------- | ----- | ------ | - | --- | -- | --- | -- | - | -- | -- | - | --- | -- | - | - | - | - | --- | --- | - | -- | --- | - | --- | ----- | ---- |
| 2022 | Alpine F1 | Renault | P     | Alonso | 9 | Rit | 17 | Rit | 11 | 9 | 7  | 7  | 9 | 5   | 10 | 6 | 8 | 5 | 6 | Rit | Rit | 7 | 7  | 19* | 5 | Rit | 173   | 4º   |
| 2022 | Alpine F1 | Renault | P     | Ocon   | 7 | 6   | 7  | 14  | 8  | 7 | 12 | 10 | 6 | Rit | 56 | 8 | 9 | 7 | 9 | 11  | Rit | 4 | 11 | 8   | 8 | 7   | 173   | 4º   |

| Legenda | 1º posto     | 2º posto | 3º posto    | A punti         | Senza punti/Non class.  | Grassetto – Pole position Corsivo – Giro più veloce Apice – Risultato Sprint (A punti) |
| Legenda | Squalificato | Ritirato | Non partito | Non qualificato | Solo prove/Terzo pilota | Grassetto – Pole position Corsivo – Giro più veloce Apice – Risultato Sprint (A punti) |

* – Indica il pilota ritirato ma ugualmente classificato avendo coperto, come previsto dal regolamento, almeno il 90% della distanza di gara.